# Шверте
Шверте (њем. Schwerte) град је у њемачкој савезној држави Северна Рајна-Вестфалија. Једно је од 10 општинских средишта округа Уна. Према процјени из 2010. у граду је живјело 48.797 становника. Посједује регионалну шифру (AGS) 5978028, NUTS (DEA5C) и LOCODE (DE SCE) код.

## Географски и демографски подаци
Шверте се налази у савезној држави Северна Рајна-Вестфалија у округу Уна. Град се налази на надморској висини од 120 метара. Површина општине износи 56,2 km². У самом граду је, према процјени из 2010. године, живјело 48.797 становника. Просјечна густина становништва износи 868 становника/km².

## Међународна сарадња
| Мјесто         | Држава               | Врста сарадње | Од    |
| -------------- | -------------------- | ------------- | ----- |
| Пјатигорск     | Русија               | партнерство   | 1992. |
|                | Пољска               | партнерство   | 1990. |
| Кава де Тирени | Италија              | партнерство   | 1984. |
| Хејстингс      | Уједињено Краљевство | партнерство   | 1982. |
|                | Финска               | партнерство   | 1992. |
|                | Француска            | партнерство   | 1969. |
|                | Француска            | партнерство   | 1965. |
| Бетен          | Француска            | партнерство   | 1960. |
| Алуањ          | Француска            | партнерство   | 1964. |
| Извор          |                      |               |       |